# Benzoid
Benzoid nennt man eine cyclische chemische Struktur, bei der formal noch drei Doppelbindungen innerhalb eines einzelnen sechsgliedrigen Rings (Benzolring) erhalten bleiben. Polyzyklische benzoide Kohlenwasserstoffe bzw. benzoide Aromaten sind Verbindungen, die zwei oder mehr kondensierte Benzolringe enthalten.
Ein benzoider Ring steht im Einklang mit der Hückel-Regel, besitzt eine außergewöhnliche Stabilität und trägt beachtlich zur Resonanzstabilisierung bei Kationen bei polycyclischen Aromaten bei.
Viele benzoide Aromaten (z. B. Toluol, Styrol, Naphthalin) sind im Steinkohlenteer vorhanden und können daraus isoliert werden. Andere können zum Beispiel durch elektrophile Substitution dargestellt werden.